# Gilles Hocquart
Gilles Hocquart (Mortagne-au-Perche, 1694 – Parigi, 1º aprile 1783) è stato un funzionario francese, del Ministero della Marina.
Gilles Hocquart era figlio di Jean-Hyacinthe e di Marie-Françoise Du Chesnier. Il padre Jean-Hyacinthe era, già all'età di ventuno anni, uno degli uomini di fiducia di Jean-Baptiste Colbert. Nel 1681 si sposò con una parente della famiglia Talon. Nel 1686 abbandonò la sua promettente carriera al ministero delle finanze per lavorare sotto il Commissariato della Marina e dopo numerosi anni di servizio divenne intendente a Tolone e a Le Havre. Tutti i figli, tra cui Gilles, fecero carriera nella Marina.
Gilles entrò a servizio del Commissariato della Marina già all'età di otto anni come scrivano a Rochefort. Nel 1706 partì per Brest al seguito del padre, dove rimase fino al 1716 e, dopo aver pensato di prendere i voti, andò a Tolone dove fu promosso a commissario. Nel 1729 divenne intendente in Nuova Francia, carica che detenne fino al 1748. Nel 1749 divenne intendente a Brest. Nel 1764 ottenne un vitalizio per i suoi servigi. In seguito visse frugalmente a Parigi dove morì nel 1783.